# Ansitz Thalegg

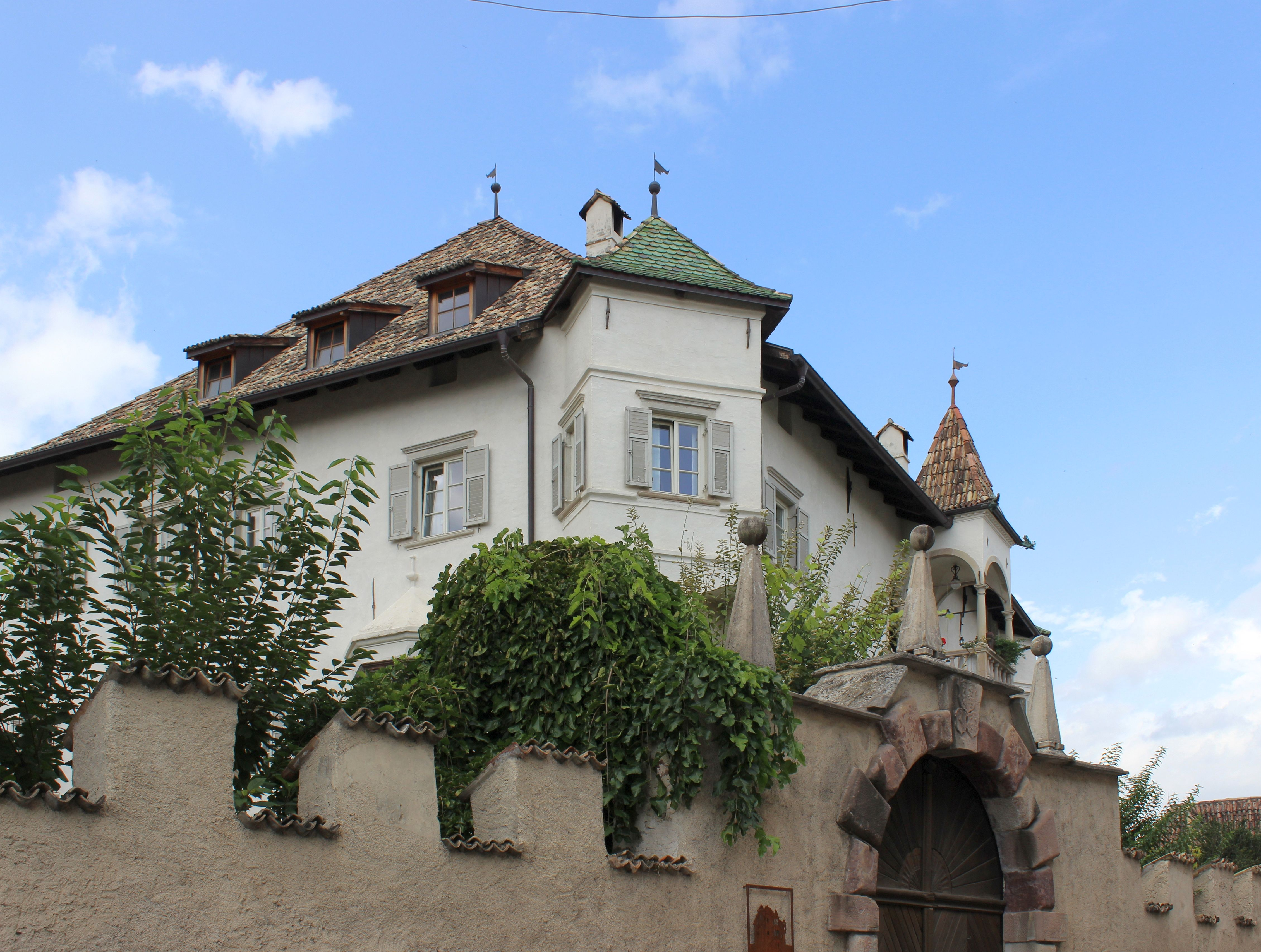
Ansitz Thalegg

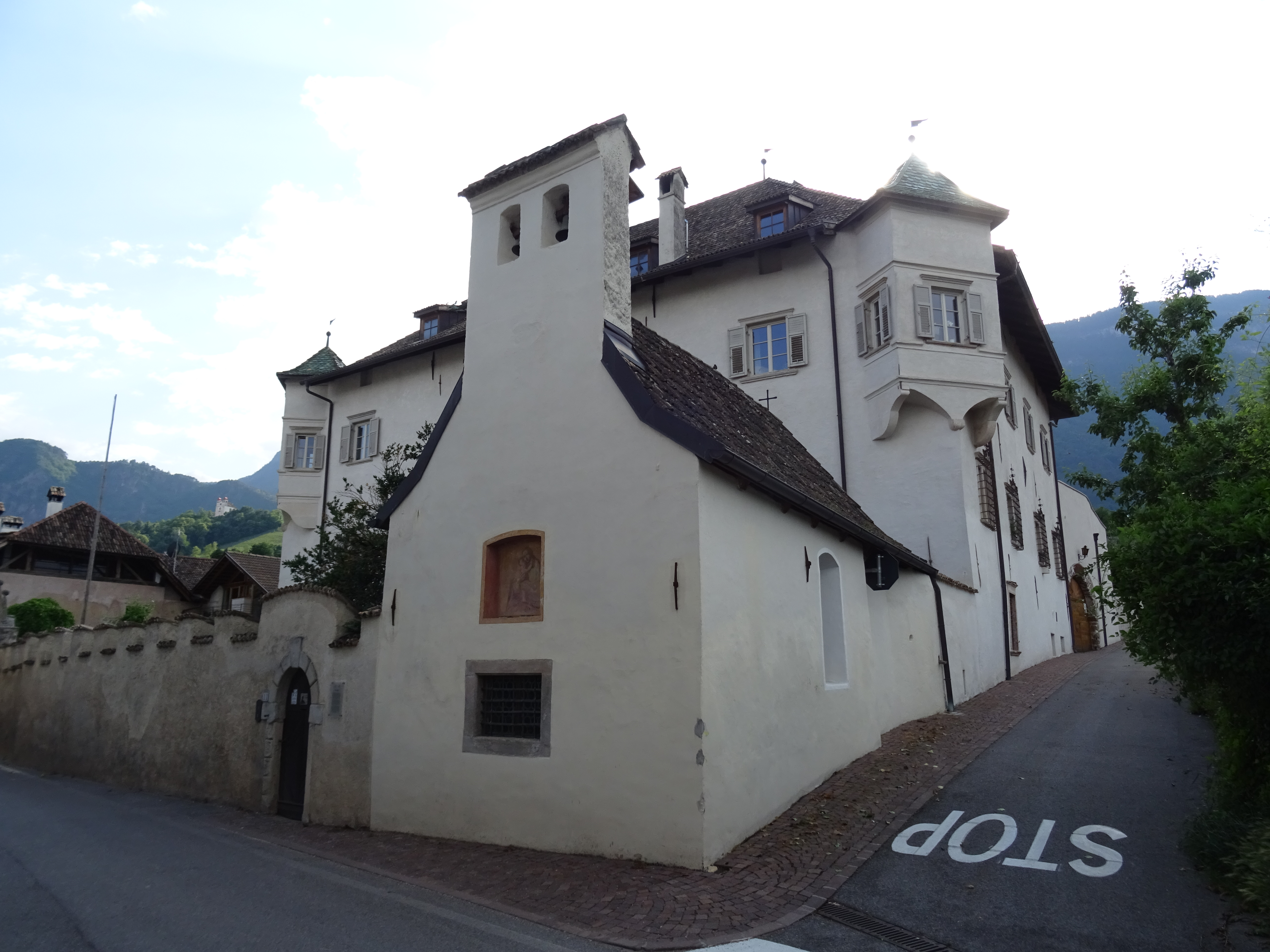
Marienkapelle

Ansitz Thalegg ist mit der Marienkapelle ein geschütztes Baudenkmal in St. Michael, einer Fraktion der italienischen Gemeinde Eppan an der Weinstraße in Südtirol. 

## Geschichte

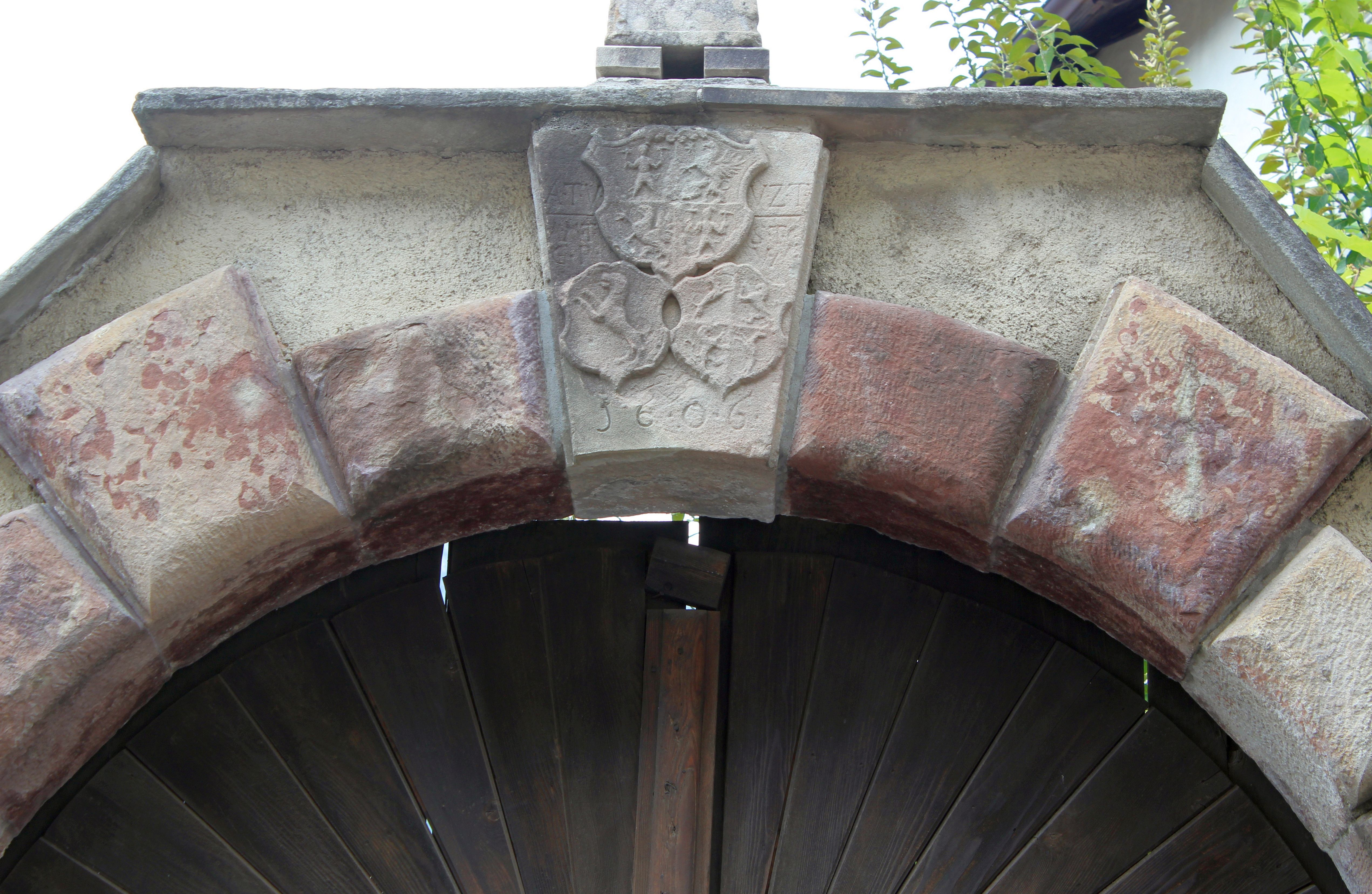
Wappenstein

Wie aus einer Jahreszahl an einer Tür hervorgeht, wurde der älteste Teil um 1546 erbaut. Als erste Besitzer erscheinen die Brüdern Lazarus und Veit Langenmantel aus dem Tiroler Zweig des gleichnamigen Augsburger Patriziergeschlechts. Darauf folgten die Familie Thalhammer, die das Anwesen um 1600 im Renaissancestil großzügig umgestalten und erweitern ließ. Am 21. Mai 1594 erhielt Dionysus Thalhammer die Adelsfreiheit, eine Wappenbesserung und die Erlaubnis sich von und zu Thalegg zu nennen. Möglicherweise beauftragte sein Sohn Abraham Thalhammer den italischen Architekten Silvestro del Gallo mit dem Umbau, der nach dem Wappenstein über dem Hoftor 1606 erfolgte. Anfang des 17. Jahrhunderts entstand auch die Marienkapelle. Am 20. Dezember 1702 wurde der kaiserliche Rat Franz Thalhamer von und zu Thalegg in den Freiherrenstand erhoben. 1706 ist das Geschlecht erloschen. Erbin war Veronika Thalhammer von und zu Thalegg, die Franz Paris Mörl von Mühlen und Sichelburg heiratete. Deren Sohn Joseph Anton († 1744) gründete in Eppan die Linie Thalhammer-Mörl. Bis zu seinem Tode 1902 bewohnte Thalegg der Münchner Maler Claudius Schraudolph der Jüngere. Ansitz, Kapelle und Park stehen seit 1951 bzw. 1977 unter Denkmalschutz.

## Beschreibung
Es handelt sich um einen Ansitz im Renaissancestil, mit zwei Erkern, einer Freitreppe und Loggia. Dabei gehört der Ansitz sowohl architektonisch wie baukünstlerisch zu den bedeutendsten Beispielen des sogenannten Überetscher Stils, der eine Sonderform der Tiroler Renaissance ist.
Phantasievolle Darstellungen eines Leoparden und Jaguars schmücken das Herrenzimmer im Ansitz. Auf der Weltausstellung in Paris im Jahre 1900 wurde der Ansitz mit der doppelgeschossigen Loggia und den toskanischen Säulen mit einer Medaille als „Die ideale Renaissancevilla“ ausgezeichnet.
Das Anwesen ist von einer Umfassungsmauer mit Zinnen, einer kleinen Marienkapelle und einem Landschaftspark umgeben. Über dem Hoftor befindet sich ein Wappenstein mit einem Allianzwappen.